# Rejon kalmiuski
Rejon kalmiuski (ukr. Кальміуський район) – rejon w obwodzie donieckim na Ukrainie utworzony 17 lipca 2020 roku. Według szacunków z 2022 roku zamieszkiwany przez 120 769 osób.
Do 2022 roku teren rejonu znajdował się pod kontrolą Donieckiej Republiki Ludowej. 30 września 2022 roku jednostronnie anektowane przez Rosję wraz z obwodem donieckim